# 1950 في إسبانيا
فيما يلي قوائم الأحداث التي وقعت خلال عام 1950 في إسبانيا.

## رياضة
- 1 يناير – طواف إسبانيا 1950

## ظهور
- 1 يناير – المسابقة العالمية للمهارات

## مواليد

### يناير
- 21 يناير – أنخيل ماريا فيلار لاعب كرة قدم إسباني.
- 25 يناير – جوسيب مارين سوسبيدرا منافِس أوليمبي إسباني.

### فبراير
- 1 فبراير – فرانسيسكو خافيير أوريا لاعب كرة قدم إسباني.

### مارس
- 12 مارس – خافيير كليمنتي لاعب كرة قدم إسباني.

### أبريل
- 10 أبريل – فيكتور ألكسندر

### مايو
- 20 مايو – هورتينسيا هيريرو

### أغسطس
- 2 أغسطس – دايفيد فيدال

### سبتمبر
- 30 سبتمبر – ماريانو غارسيا ريمون

### نوفمبر
- 22 نوفمبر – خوسيه رامون لوبيث مُجدّف كانوي إسباني.

### ديسمبر
- 5 ديسمبر – كامارون ديلا إيسلا
- 23 ديسمبر – فيسنتي ديل بوسكي لاعب كرة قدم إسباني.

## وفيات

### فبراير
- 15 فبراير – بيدرو باراجيس (مواليد 1883) لاعب كرة قدم إسباني.

### أبريل
- 11 أبريل – خوسيه بيراوندو (مواليد 1878)

### أكتوبر
- 11 أكتوبر – ألفارو دي فيجويرا وتورس (مواليد 1863) دبلوماسي وكاتب إسباني.

### ديسمبر
- 30 ديسمبر – كارلوس بادروس (مواليد 1870)